# Теургия
Теурги́я (др.-греч. θεουργία, из θεός «бог, божество» + ὄργια «обряд, священнодействие, жертвоприношение») — магическая практика, появившаяся в рамках неоплатонизма; в античности, в языческих культах, направленная на практическое воздействие на богов, ангелов, архангелов и демонов с целью получения от них помощи, знаний или материальных благ. Теургия осуществляется с помощью комплекса ритуальных действий и различных молитвенных формул. Для теургии характерно стремление к непосредственному, визионерскому видению духовных существ. В дальнейшем, теургия развивалась как направление эзотерического христианства.
В Средние века, а затем и в Новое время теургия была взята на вооружение некоторыми европейскими представителями мистицизма и в измененном виде использовалась для достижения состояния обожения (Якоб Бёме, Мартинес де Паскуалис). В конечном итоге, понятие «теургия» вышло за рамки магических и мистических практик, перешло в употребление в контексте религиозной философии: теургическими стали называться отдельные тенденции богоискательства, такие как, например, мотивы сомнамбулических озарений в творчестве представителей романтизма (Ф. Шеллинг, Г. Г. Шуберт и др.). Теургические мотивы являются основными в творчестве русских религиозных философов начала XX века — Н. А. Бердяев, В. С. Соловьёв и др. Согласно Н. А. Бердяеву теургия — «магическое искусство» достижения состояния обожения, совершаемое посредством молитв и церемоний, с целью воссоединения с Богом, теургия есть действие человека совместно с Богом, — богодейство, богочеловеческое творчество. В современном мире понятие «теургия» используется некоторыми исследователями для обозначения таких эстетических тенденций, как обращение к христианским традициям и призыв выйти за пределы искусства для изменения мира и жизни людей соответственно эстетическим законам.

## Теургия в неоплатонизме
Теургия означает «божественную работу». Впервые этот термин был использован во второй половине столетия в неоплатонической работе «Халдейские Оракулы» (Париж, 1971): «Поскольку Теурги (theourgoí) не относятся к стаду, которым управляет судьба». Источник западной теургии может быть найден в философии поздних неоплатоников, особенно у Ямвлиха. В позднем неоплатонизме духовная вселенная представлена в качестве последовательностей эманаций от Единого. От Единого был эманирован Божественный Ум (Нус), и Божественный Ум, в свою очередь, эманировал Душу Мира (Психе). Неоплатоники настаивали, что Единый абсолютно трансцендентен, и в эманациях ничто из высшего не было потеряно, и не было передано к нижнему, который оставался неизменным при помощи более низких эманаций.
Несмотря на политеизм неоплатоников, им также был присущ и монотеизм.
Для Плотина и учителей Ямвлиха Анатолиуса и Порфирия, эманация имеет такой вид:
- — To En (греч. τό ἕν), Единое: Божество без качеств, иногда называемое Благим.
- — Nous (греч. Νοῦς), Ум: Вселенское сознание, от которого происходит
- — Psychè (греч. Ψυχή), Душа: Включает в себя как индивидуальные, так и Душу Мира, которая в итоге приводит к
- — Physis (греч. Φύσις), Природе.

Плотин приводил свои рассуждения для тех, кто желал бы практиковать теургию, целью которой было воссоединение с Божественным (обретение Гнозиса). Поэтому, его школа напоминает школу размышлений или медитаций. Ямвлих Халкидский (Сирия), ученик Порфирия (который сам был учеником Плотина) преподавал в большей степени ритуализированные методы теургии, которые включали в себя инвокации, и, как религиозные, так и магические ритуалы и церемонии. Ямвлих считал, что теургия является подражанием богам, и в своей главной работе, «О Египетских Мистериях», он охарактеризовал теургические ритуалы как «ритуализированную космогонию», которая наделяет воплощённые души божественной ответственностью создания и сохранения космоса. В рассуждениях о трансцендентном Ямвлих заключает, что оно не может быть ухвачено умозрительными построениями, так как трансцендентное непостижимо. Теургия — это ряд ритуалов и операций, чьей целью является восстановление трансцендентной сущности с помощью повторного прохождения Божественных «сигнатур» сквозь слои бытия. Образование важно для понимания схемы вещей, как она представлена Аристотелем, Платоном и Пифагором, а также халдейскими оракулами. Работа теурга проходит по правилу «подобное к подобному»: на материальном уровне с помощью физических символов и магии; на более высоком уровне — с ментальными и чисто духовными практиками и мистицизмом. Начиная с нахождения Божественного в материи, теург в конечном счете достигает уровня, где внутренняя божественная часть души объединяется с Богом.

## Практика теургии
Практика теургии представлена в широком спектре исторических источников, дошедших до письменной эпохи. Существуют таблички с заклятьями, возникшие на греческой и римской почве; египетские демотические папирусы; магические папирусы, написанные на коптском языке; еврейский учебник магии; наконец, человечество располагает собранием греческих магических папирусов из Египта, в которых широко представлены различные практики по вызову и взаимодействию с ангелами и богами.

## Отличия теургии от магии
Мартинистская традиция склонна отличать теургию от магии. Согласно мартинистскому учению и та, и другая в той или иной степени подразумевают ритуальную практику. И та, и другая пользуются определёнными словами или мысленными образами для достижения намеченной цели. Однако, согласно мнению адептов мартинистских орденов, магия и теургия не являются одним и тем же. Главное различие между ними состоит в месте, отведённом действию воли. В магии ритуалы, мысленные образы и слова используются для обогащения и усиления личного «Эго» и его воли. В теургии же ритуалы, мысленные образы и слова используются для осуществления слияния личного Эго с волей Бога. Это слияние в изначальной мартинистской традиции носит название «Пути Сердца». Отсюда следует вывод, что основное отличие теургии от магии состоит в месте воли в процессе достижения намеченной цели. Это различие основано на положении человека как творца в созданном Богом мире. 

Занимаясь теургией, […], посвящённый теург, которому известна эта тайна, использует метод совершенного слияния своей личной воли с Божьей Волей, дабы это волевое единство гарантированно привело к обретению нужного результата, ибо Божья Воля сбудется как бы то ни было. Согласно законам древней и истинной теургии, как она преподаётся в Мартинистском Ордене Розы+Креста, Совершенное Господне Видение неизмеримо превосходит несовершенное видение человеческое, ибо «пути Господа — прямые». Соотносится ли это утверждение с понятием кармы? Конечно! И это хорошая карма, ведь ничего, кроме блага, не может быть результатом реализации Божьей Воли. Таков истинный смысл заповеди нашего Мастера: «Итак, будьте совершенны, как совершен Отец ваш Небесный» (Мф. 5:48). —
Rectificus, S::: I::: I:::, XI/V, Старец круга No 8, Мартинистский Орден Розы+Креста.
Тем не менее, существуют иные мнения о соотношении теургии и магии, представляя первую как развитие второй. Практика теургии схожа с магией в практике вызывания богов. Теургия оракулов объединяется с магией греческих магических папирусов из Египта, с представлениями герметизма.

## Теургия и христианство
Официальные христианские конфессии критически относятся к теургии как к пути достижения или созерцания божественного мира. Некоторые христианские мыслители довольно резко отзывались о теургических практиках, как например, Августин Блаженный, писавший в «О граде Божьем»:
 «Такие и многие другие им подобные чудеса (рассказывать обо всех их заняло бы слишком много времени) совершались к прославлению почитания единого Бога и к запрету культа многих богов! И совершались они силой простой, соединенной с благочестивым упованием веры, а не волхвованиями и прорицаниями, составленными по правилам науки, измышленной нечестивым любопытством, — науки, известной или под именем магии, или под более мерзким названием гоэтии, или под названием более почетным — теургии. Такие названия дают этой науке те, которые стараются установить в этого рода вещах различие, и из людей, преданных непозволительным искусствам, одних считают заслуживающими осуждения, а именно тех, которых считают преданными гоэтии и которых народ называет просто: злодеями; а других хотят представить заслуживающими похвалы, именно тех, которые занимаются теургией; хотя как те, так и другие одинаково преданы лживым обрядам демонов, выдаваемых за ангелов»

## Теургия эзотерического христианства
Эзотерическое христианство воспринимает теургию как традицию, которая с большой пользой дополняет его. Главное достижение эзотерического христианства состоит в постижении «таинства» Бога (См. Разиэль), а также восхождение на уровень более высокого сознания, в то время как теургия внутри эзотерического христианства использует эти познания для возвышения «духовной природы» теурга. Обычно в эзотерическом христианстве теургия представляет собой практику, направленную на попытку получения знания и сообщения человека с его высшим «я», или внутренней «божественной частью», чтобы он мог получить духовные истины и мудрость от Бога, что невозможно перенять от другого человека (См. Алхимия, Каббала и Теософия). Если последователь эзотерического христианства, или Розенкрейцер, или Теософ практикует теургию, то он или она считается «Магом», или «адептом», если только возвышается посредством теургии до достаточной степени, чтобы удостоиться такого названия. В традиционном и магическом смысле теургия противопоставлена Гоетии, даже при многочисленных утверждениях, будто они накладываются друг на друга. Некоторые организации, такие как герметический Орден Золотой Зари, утверждают, что преподают вид теургии, который позволит каждому возвыситься духовно, так же, как и понять истинную природу человека и его отношения к божественному и Вселенной, и что при этом соблюдаются древние предписания; однако, как известно, в древности, впрочем как и в Средние века, и в Новое время теурги пребывали в уединении и искали одного лишь «божественного света» через ритуальное и внутреннее уравновешивание.

## Теургия в мистической мысли
В Средние века, и затем в Новое время была разработана теория и практика эзотерической христианской теургии. Наибольшее распространение теория и практика христианской теургии получила среди розенкрейцеров, и впоследствии окончательно оформлена в целостную систему Мартинесом де Паскуалли, как центральная доктрина его ордена Избранных Коэнов.
Как теургическая традиция, изначально мартинизм развивался как центральная практика в системе высших степеней, учрежденной Мартинесом де Паскуалли (Паскуалисом) около 1740 года во Франции, а затем развился в двух различных формах его учениками Луи Клодом де Сен-Мартеном и Жаном-Батистом Виллермозом.
Теургия, как особый путь «избранного священника», или «жреца», (Коэна), является секретной техникой ряда последовательных операций, состоящих из сложных церемоний, тайных молитв, и методов подготовки оператора. Также предписывалось выбирать специальное время для тех, или иных церемониалов, или практик менее ритуализированного характера. Именно таким образом теургическая традиция была представлена в ордене Избранных Коэнов Мартинеса де Паскуалли. Философское и теологическое обоснование к этой практике приведено в единственной книге, написанной Мартинесом де Паскуалли «Трактат о реинтеграции существ в их первоначальных качествах и силах, духовных и Божественных».
Само учение Мартинеса де Паскуалли можно охарактеризовать как гностическое: Бог как изначальное Единство пожелал «эманировать» существ из своей собственной сущности, но Люцифер, стремившийся осуществить свою творящую силу, пал жертвой собственного проступка, будучи пленённым вместе с другими главными падшими духами в месте, которое Бог уготовил для них в качестве тюрьмы. Затем Бог послал человека в его андрогинном теле, наделив его великими силами, чтобы удерживать мятежников под постоянным контролем и способствовать их примирению. Но Адам отступил от своих обязанностей, и сам пал в тюрьму, которую ему было поручено содержать. Он стал материальным и смертным существом, и теперь должен приложить старания к тому, чтобы спасти как себя, так и все изначальное творение. Достигнуть этого можно через Иисуса Христа путём внутреннего самосовершенствования, а также «теургическими операциями», которые Мартинес де Паскуалли преподавал «Людям Желания», которых он нашёл достойными инициации. Через эти операции ученик должен вступить в отношения с ангельскими сущностями, которые в теургических операциях представляют собой «проходы». Чаще всего они являются в характерных для них обликах или иероглифических символах духов, которых призывал оператор, в доказательство того, что он стоит на верном пути «реинтеграции».

## Теургия в русской философии
В рамках эстетики символизма Владимиром Соловьёвым было введено религиозно-мистическое понятие «свободной теургии» как качественного и активного преображения творчества с помощью божественных сил для созидания положительного, истинного единства — высшей формы Красоты. Соловьёв формулировал это следующим образом: «Художники и поэты, опять должны стать жрецами и пророками, но уже в другом, ещё более важном и возвышенном смысле: не только религиозная идея будет владеть ими, но и они сами будут владеть ею и сознательно управлять её земными воплощениями».
В российской философии эстетики начала XX века термин теургия был вновь определён Бердяевым:

«Теургия — искусство, творящее иной мир, иное бытие, иную жизнь, красоту как сущее. Теургия преодолевает трагедию творчества, направляет творческую энергию на жизнь новую… Теургия есть действие человека совместно с Богом, — богодейство, богочеловеческое творчество.»

## Теургия в марксизме
В советском марксизме теургические идеи, направленные на общество как на божество, разрабатывал А. В. Луначарский при участии членов фракционной группы «Вперед». Параллели между религиозной и социальной практикой были решительно осуждены Лениным, но как при его жизни, так и после его смерти, настойчиво реализовывались Луначарским с разной степенью маскировки. Луначарский был хорошо знаком с идеями Владимира Соловьёва, лично знаком с Николаем Бердяевым с гимназических времён и вхож в наиболее влиятельные мистико-философские кружки своего времени, поэтому его понимание теургии лежит в общем русле развития русской философии Серебряного века.

## Критика теургии
По мнению Иммануила Канта, в Новое время вместе с формированием и развитием классических рационалистических систем интерес к теургии резко падает. И. Кант называет теургию «фанатическим заблуждением, будто можно чувствовать другие сверхчувственные существа и оказывать влияние на них».

## Дополнительные ссылки
- Бердяев Н. А. Творчество и красота. Искусство и теургия
- Эннеады Плотина (рус.)
- Теургия Ямвлиха или «О Египетских Мистериях» (рус.)
- Петров Андрей Валентинович: «Теургия: социо-культурные аспекты возникновения философски интерпретированной магии в античности»
- Теургия, Ямвлих и Гнозис (англ.)
- Две речи Императора Юлиана (англ.)
- «Теургия» из книги Робера Амбелена
- Статья «Магия vs. Теургия»